# Шелберн (Онтарио)
Шелберн (енгл. Shelburne) је градић у Канади у покрајини Онтарио. Према резултатима пописа 2011. у граду је живело 5.846 становника.

## Становништво
Према резултатима пописа становништва из 2011. у граду је живело 5.846 становника, што је за 13,5% више у односу на попис из 2006. када је регистровано 5.149 житеља.
| 2006. | 2011. |
| ----- | ----- |
| 5.149 | 5.846 |